# Niels Poul Nielsen
Niels Poul Nielsen, també conegut com a Poul "Tist" Nielsen, (Copenhaguen, 25 de desembre, 1891 – 9 d'agost, 1962) fou un futbolista danès dels anys 1910 i 20.

## Trajectòria
Nielsen passà tota la seva trajectòria de futbolista al Kjøbenhavns Boldklub (KB), on romangué durant vint anys i guanyà sis campionats danesos. Amb la selecció debutà el 5 de maig de 1910, essent el jugador més jove en debutar amb la selecció en aquell moment amb 18 anys i 131 dies. Va guanyar la medalla d'argent als Jocs Olímpics de 1912. Es retirà de la selecció el 1925, amb un total de 52 gols marcats en 38 partits. A data de 2008 encara manté el rècord de gols marcats a la selecció.

## Palmarès
- Lliga danesa de futbol: 1913, 1914, 1917, 1918, 1922, 1925
- Medalla d'argent als Jocs Olímpics: 1912